# 1878 في ألمانيا
فيما يلي قوائم الأحداث التي وقعت خلال عام 1878 في ألمانيا.

## أحداث
- 13 يونيو – مؤتمر برلين

## كتب
من الكتب التي صدرت هذه السنة في ألمانيا:
- 1 يناير – ضد دوهرنغ من تأليف فريدريك إنجلز.

## مواليد
ديسمبر
- 8 ديسمبر – والتر هايتز

### أبريل
- 1 أبريل – كارل شترنهايم كاتب ألماني.
- 12 أبريل – ريتشارد غولدشميت

### مايو
- 10 مايو – جوستاف ستريسمان سياسي ألماني.

### سبتمبر
- 1 سبتمبر – الأميرة الكسندرا أميرة ساكس كوبورج وغوتا

### أكتوبر
- 20 أكتوبر – آرثر شيربيوس رياضياتي ألماني.

### نوفمبر
- 13 نوفمبر – ماكس ديهن رياضياتي ألماني.
- 25 نوفمبر – جورج كايزر

## وفيات

### يناير
- 15 يناير – ويلهلم سولبتيز كورز (مواليد 1834) عالم نبات ألماني.
- 26 يناير – إرنست هينريخ فيبر (مواليد 1795)

### مارس
- 20 مارس – يوليوس ماير (مواليد 1814) فيزيائي ألماني.

### يونيو
- 12 يونيو – جورج الخامس ملك هانوفر (مواليد 1819) سياسي ألماني.
- 20 يونيو – غوستاف واليس (مواليد 1830) عالم نبات ألماني.

### يوليو
- 20 مارس – يوليوس ماير (مواليد 1814) فيزيائي ألماني.

### ديسمبر
- 16 ديسمبر – كارل جوتسكوف (مواليد 1811) كاتب ألماني.
- 16 ديسمبر – لويس شنايدر (مواليد 1805)